# Размножение растений
Размноже́ние расте́ний — совокупность процессов, приводящих к увеличению числа особей некоторого вида; у растений имеет место бесполое, половое и вегетативное (бесполое и половое размножение объединяют в понятие генеративное размножение). Изучение различных аспектов размножения является предметом репродуктивной биологии.

## Сравнительная характеристика типов размножения растений
| Тип размножения                                                                                                 | Генетическая основа                                     | Основополагающие процессы                  | Типы диаспор (то есть зачатков новых особей)            |
| --- | ------------------------------------------------------- | ------------------------------------------ | ------------------------------------------------------- |
| Вегетативное | Исходная плоидность сохраняется                         | Регенерация                                | Фрагменты вегетативных органов, выводковые тела и почки |
| Генеративное: а) бесполое размножение; б) половое воспроизведение и половое размножение в) семенное размножение | Двукратное изменение плоидности в ходе жизненного цикла | Мейоз (бесполое) Половой процесс (половое) | Мейоспоры Гаметы Семена и плоды                         |

Бесполое размножение отличается от вегетативного тем, что при вегетативном размножении дочерняя особь, генетически идентичная материнской (клон), обязательно получает фрагмент материнского организма, так как образуется из него; при бесполом размножении же этого не происходит.
В основе генеративного размножения лежит чередование двух ядерных фаз — гаплоидной и диплоидной. Это чередование обусловлено двумя альтернативными процессами — оплодотворением и редукционным делением (мейозом). У растений гаплоидная фаза, образующая гаплоидные гаметы, называется гаметофитом, а диплоидная фаза, формирующая гаплоидные споры, из которых развиваются гаметофиты, — спорофитом. Спорофит и гаметофит могут как отличаться друг от друга морфологически (гетероморфный жизненный цикл), так и быть одинакового строения (изоморфный жизненный цикл).
Отличие полового размножения от полового воспроизведения заключается в том, что в первом случае на гаметофите формируется единственный зародыш спорофита, а во втором — несколько. У большинства растений происходит половое воспроизведение.

## Вегетативное размножение

### Водоросли

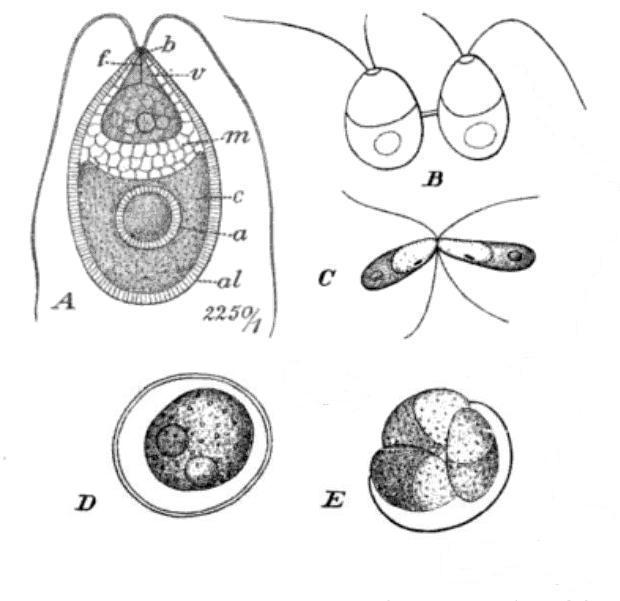
. A: вегетативная клетка; B: зооспоры в клеточном делении; C: спаривающиеся гаметы; D: зрелая зигоспора; E: прорастание зигоспоры

У водорослей вегетативное размножение осуществляется тремя основными способами:
- делением одноклеточных организмов;
- митоспорами (неподвижными апланоспорами и подвижными зооспорами)
- специализированными структурами (см. ниже)[4].

У диатомовых водорослей вегетативное размножение заключается в делении материнской клетки, причём каждая дочерняя клетка наследует одну из створок материнского панциря, достраивая недостающую. У некоторых бурых водорослей для вегетативного размножения служат специальные легко отламывающиеся короткие веточки (род Sphacelaria). Выводковые веточки имеются также у хары.

### Высшие растения
Почти все высшие растения способны к вегетативному размножению. Это обусловлено их высокой регенерационной способностью, в основе которой лежат наличие у них меристем и способность живых клеток постоянных тканей к дедифференциации.
Выделяют три основных типа вегетативного размножения:
- партикуляция;
- сарментация;
- вегетативная диаспория[4].

#### Партикуляция
Партикуляция состоит в расщеплении растения на фрагменты — партикулы из-за отмирания центральной части корневой системы и сильно одревесневшего основания побега (каудекса) (нередко партикулируют и корневища). Отделившиеся партикулы имеют стебли и корни и способны к самостоятельному существованию. Обычно, но не всегда, партикуляция происходит у старых растений.
Партикуляция встречается у некоторых кустарников и многолетних травянистых растений: полыни, прострела, борца, живокости, ветреницы.

#### Сарментация

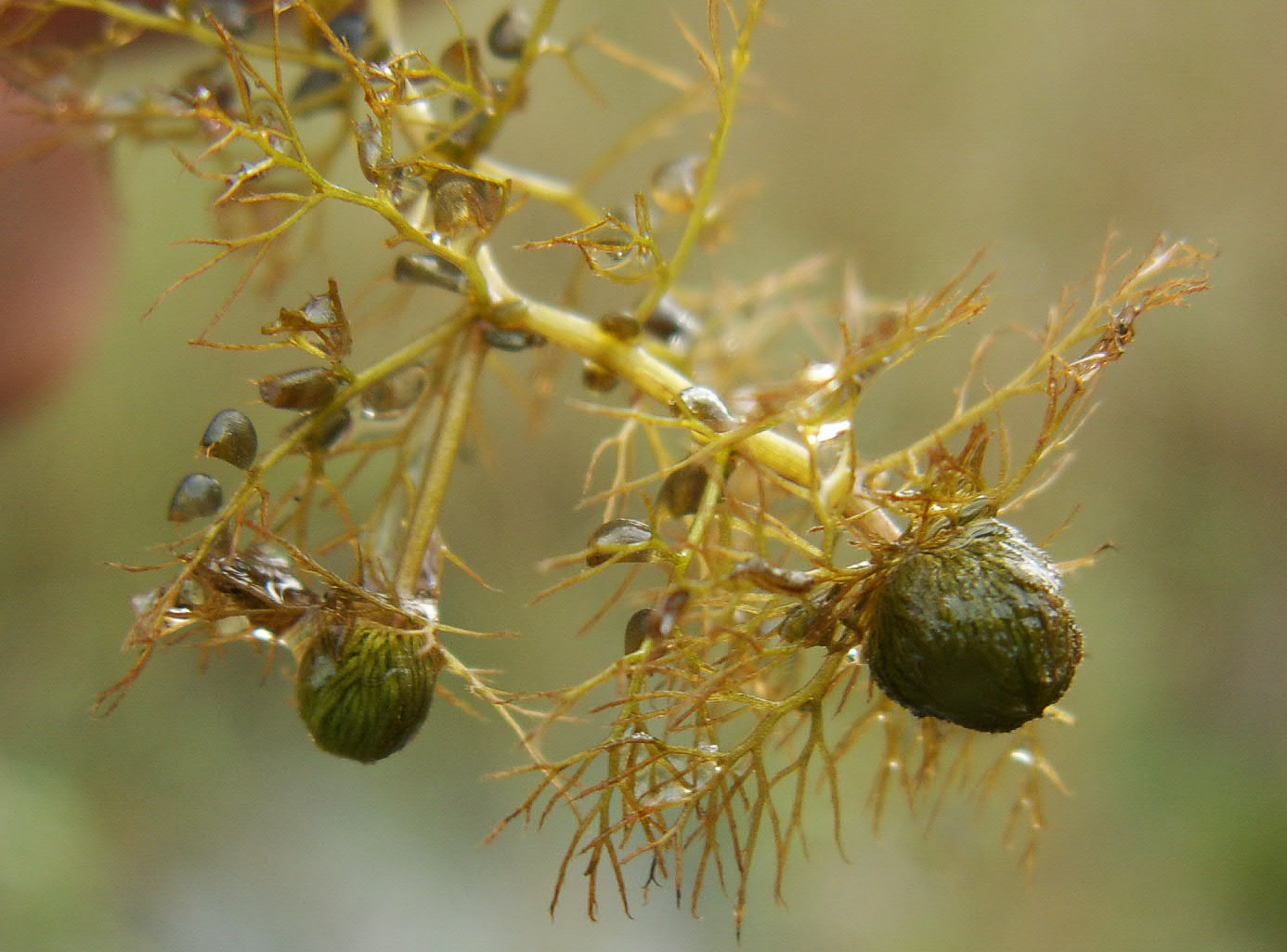
Турионы Пузырчатка обыкновенная|пузырчатки обыкновенной (Utricularia vulgaris)

При сарментации новые особи отделяются от материнского растения уже после их укоренения, то есть перехода к самостоятельному существованию.
К сарментации относят размножение отводками (укоренившимися ветвями, отделившимися от материнского растения), укореняющимися в узлах побегами, столонов, плетей и усов (плети, в отличие от усов, имеют хорошо развитые листья). Кроме того, в вегетативном размножении по типу сарментации могут принимать участие корневище (образующиеся из почек на корневище новые побеги укореняются, а корневище между ними отмирает; так происходит, например, у Иван-чая) и зимующие почки — турионы. Наконец, к сарментации относят размножение корневыми отпрысками — побегами, развившимися на корне из придаточной почки.

#### Вегетативная диаспория
В вегетативной диаспории принимают участие фрагменты побегов, видоизменённые органы, а также специализированные диаспоры. Этот способ обеспечивает наибольшую численность потомства и эффективность его расселения.
Примерами растений, размножающихся фрагментами побегов, могут служить ива и элодея. Активное размножение происходит при помощи клубней, луковиц, клубнелуковиц, корневых шишек. Пресноводная ряска чрезвычайно эффективно размножается филлокладиями (листецами).

Выводковая почка Kalanchoe daigremontiana

У некоторых растений вегетативное размножение осуществляется при помощи придаточных почек (жеруха лекарственная, некоторые виды сердечника и др.). В пазухах листьев тигровой лилии, соцветии мятлика, зубянки луковичной формируются небольшие луковички и клубеньки — зачатки метаморфизированных побегов.
Высокоспециализированными диаспорами являются корневищные пазушные почки некоторых видов ветреницы (напр., Anemone flucciola), почко-корневые клубни чистяка весеннего. При его образовании формируется не только почка, но и корень, гипертрофирующийся вследствие накопления запасных веществ. Своеобразные выводковые тела имеются у печёночного мха маршанции, развивающиеся на особых выростах таллома — выводковых корзинках. Особые выводковые структуры имеются и у многих листостебельных мхов.
Отдельной разновидностью вегетативной диаспории является живорождение, или вивипария. В случае ложного живорождения на вегетативных органах материнского растения развиваются миниатюрные растеньица, имеющие все вегетативные органы. Такие почки развиваются на листьях бриофиллюма и каланхоэ, некоторых папоротников (например, костенца живородящего). При истинном живорождении заключённый в семени зародыш прорастает непосредственно на материнской особи, как у некоторых мангровых деревьев, например, ризофоры.

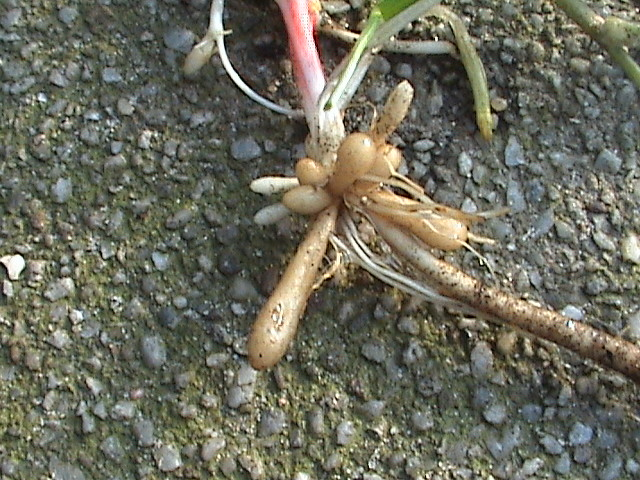
Почко-корневые клубни чистяка весеннего (Ranunculus ficaria)
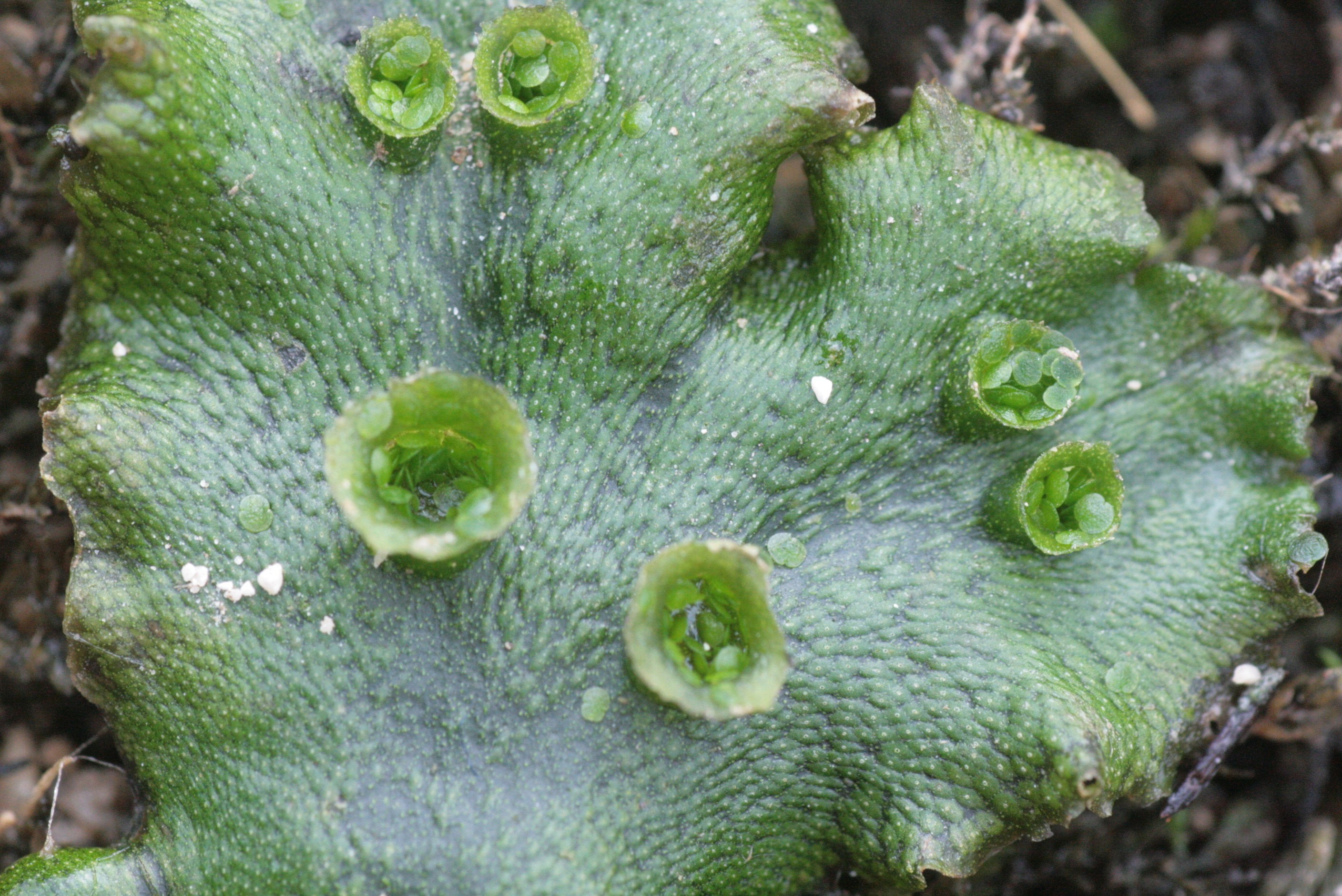
Выводковые тела на талломе маршанции многообразной (Marchantia polymorpha)
Выводковые почки с корнями на листьях Kalanchoe daigremontiana
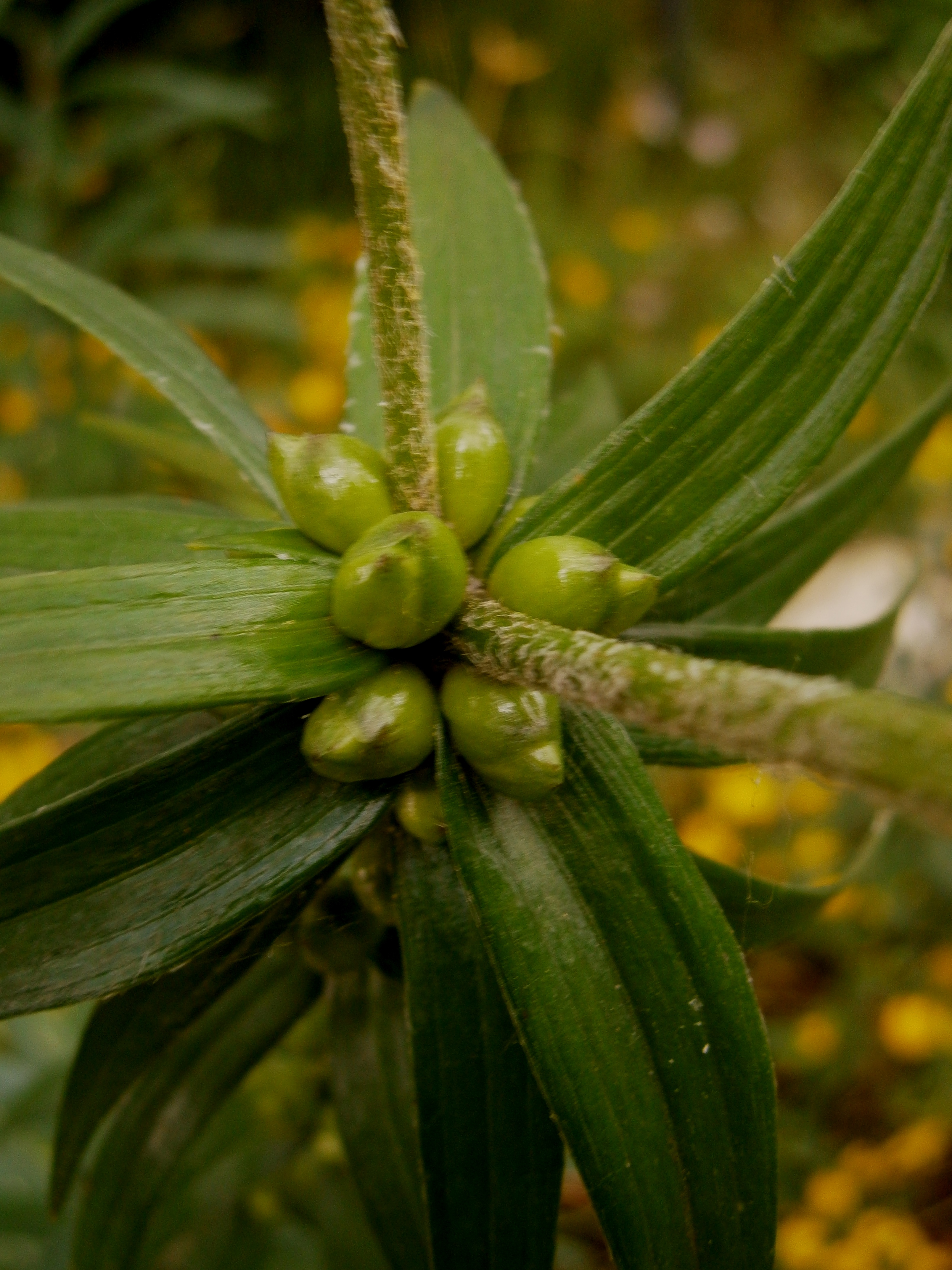
Луковички лилии луковиценосной (Lilium bulbiferum) в пазухах листьях
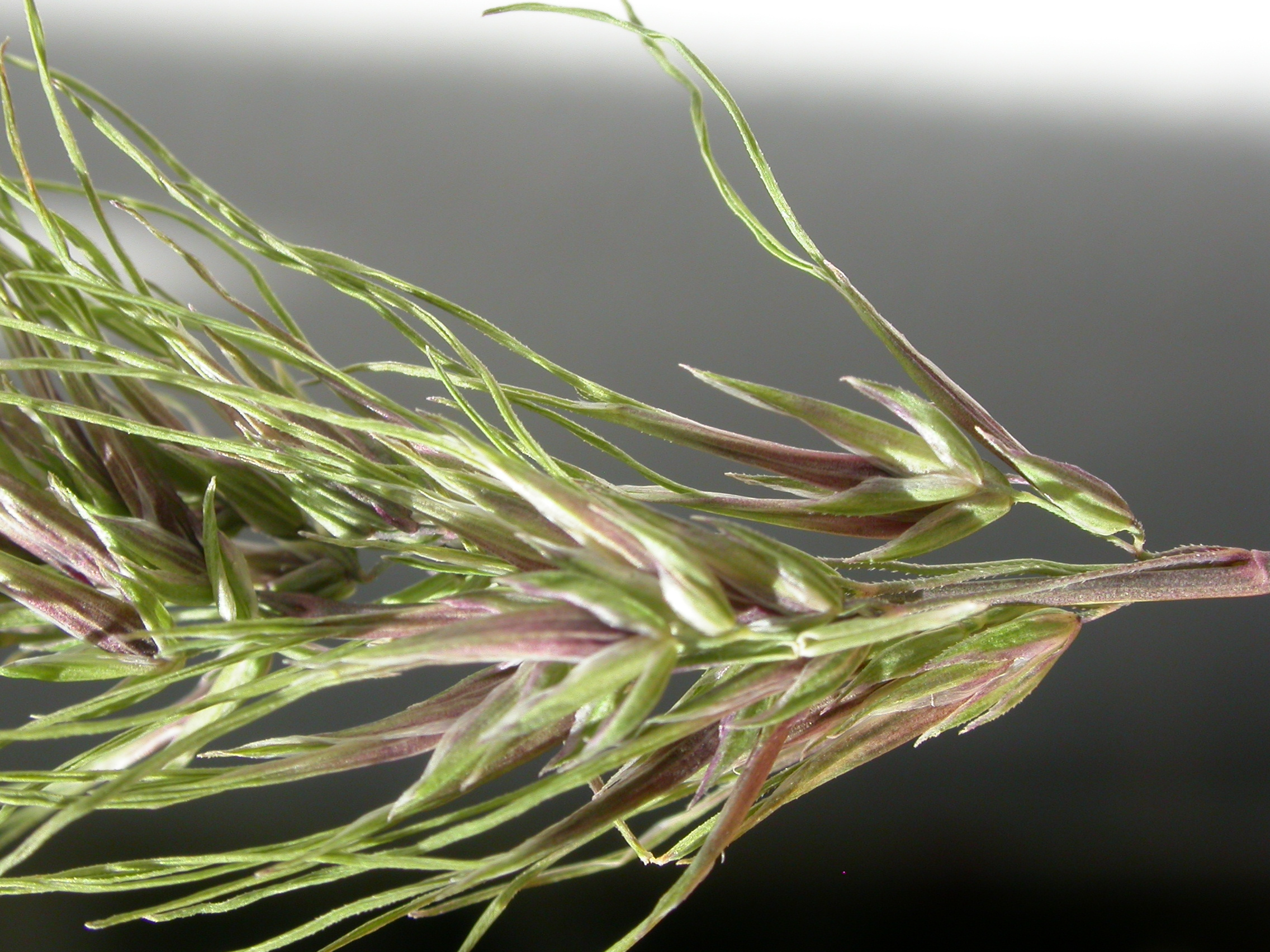
Луковички в соцветии мятлика луковичного (Poa bulbosa)
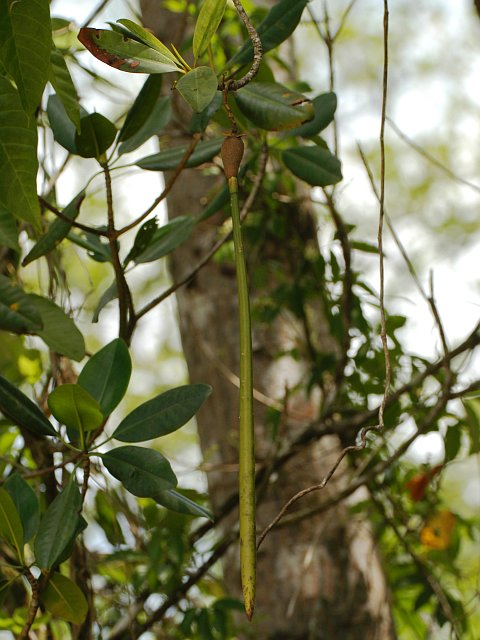
Полностью сформированный сеянец на материнском растении ризофоры Rhizophora racemosa

## Бесполое размножение

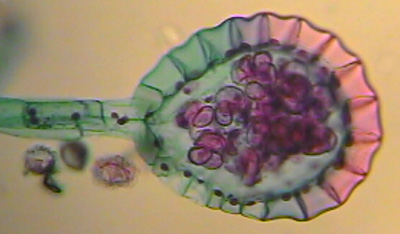
Образование гаплоидных спор в спорангии папоротника

Бесполое размножение растений осуществляется гаплоидными спорами — апланомейоспорами. Они формируются в специальных органах — спорангиях. У водорослей в большинстве случаев спорангии одноклеточные (только у некоторых водорослей спорангии многоклеточные, но не дифференцированные на ткани).
У высших растений спорангии многоклеточные, их клетки дифференцированы. Фертильные клетки составляют археспорий — спорогенную ткань, наружные стерильные клетки составляют защитную стенку. Из наружных клеток археспория формируется выстилающий слой — тапетум, который, расплываясь, образует периплазмодий. Содержащиеся в нём питательные вещества расходуются на образование спор.
Клетки археспория, делясь митозом, дают начало спороцитам, которые, делясь мейозом, образуют тетрады спор.
Споры покрыты двух- или трёхслойной оболочкой — спородермой. Споры лёгкие, богаты цитоплазмой, имеют крупное ядро, пропластиды; запасные вещества нередко представлены жирами.
Из спор развиваются гаметофиты (заростки). В случае равноспоровых растений все споры имеют равные размеры. Это явление получило название изоспории. При гетероспории образуются споры разного размера. Более крупные споры (мегаспоры) дают начало женским гаметофитам, а более мелкие (микроспоры) — мужским; такие растения называются разноспоровыми.

## Половое размножение
Основу полового размножения (или воспроизведения) составляет половой процесс — слияние мужской и женской гамет. Органы, образующие их, — антеридии и архегонии — развиваются на растениях полового поколения — гаметофитах. У водорослей (за исключением харовых) они одноклеточные, у высших растений — всегда многоклеточные, как и спорангии.
Внутренние фертильные клетки антеридия составляют сперматогенную ткань, образующую мужские гаметы (спермии). Типичный зрелый архегоний состоит из расширенного брюшка и узкой шейки, заполненной шейковыми канальцевыми клетками. В процессе эволюции количество фертильных клеток сократилось до единственной яйцеклетки. Оплодотворение внутреннее, в брюшке архегония. Образующаяся при этом зигота представляют собой первую клетку спорофита.
Выше дана самая общая характеристика полового размножения растений; вместе с тем у отдельных групп растений оно имеет свои существенные особенности.